# فالح الرقبة
فالح عبد الله عيد الرقبة، سياسي كويتي، شغل منصب وزير العدل وزير الدولة لشؤون الإسكان منذ منذ 19 يونيو 2023 وحتى الان.

## عن حياته
حاصل على درجة الماجستير في إدارة الأعمال من جامعة ماساتشوستس بالولايات المتحدة الأمريكية إضافة إلى شهادة البكالوريوس في التجارة والاقتصاد والعلوم السياسية من جامعة الكويت، عمل في سوق الكويت للأوراق المالية وتقلد العديد من المناصب منها مدير السوق، كما عمل في الشركة الكويتية للمقاصة وشغل منصب نائب المدير العام للشؤون المالية والإدارية.
وشغل أيضا عضوية العديد من مجالس الإدارت في شركات مالية واستثمارية.